# Wiesław Fiedor
Wiesław Fiedor (* 26. Januar 1964 in Nowy Sącz) ist ein polnischer Paralympionik.
Während seiner Grundschulzeit hatte Wiesław Fiedor einen Unfall mit einem Zug, in dessen Folge seine Beine amputiert werden mussten.
2002 wurde er mit dem Verdienstkreuz der Republik Polen (Złoty Krzyż Zasługi) ausgezeichnet.

## Sportliche Leistungen
Wiesław Fiedor nahm an den Winter-Paralympics 1998, 2002 und 2006 teil;
Winter-Paralympics 1998
- 05. Platz beim Biathlon über 7,5 km, sitzend LW 12[3]
- 06. Platz beim Langlauf, 5 km sitzend, LW12[4]
- disqualifiziert beim Langlauf über 10 km, sitzend LW 12[5]
- nicht beendeter Langlauf über 15 km, sitzend, LW 10-12[6]
- 06. Platz bei der Langlaufstaffel 3 × 2,5 km, sitzend, LW 10-12 zusammen mit Piotr Kosewicz und Robert Wątor[7]

Winter-Paralympics 2002
- 04. Platz beim Biathlon über 7,5 km, sitzend, LW10-12[8]
- 03. Platz beim Langlauf über 5 km, sitzend LW12[9][1]
- 01. Platz beim Langlauf über 10 km, sitzend, LW12[9][1]
- 10. Platz beim Langlauf über 15 km, sitzend LW10-12[10]

Winter-Paralympics 2006
- 14. Platz beim Biathlon über 12,5 km, sitzend[11]
- nicht gestartet beim Biathlon über 7,5 km, sitzend[12]
- 15. Platz beim Langlauf über 10 km, sitzend[13]
- 16. Platz beim Langlauf über 15 km, sitzend[14]
- 09. Platz beim Langlauf über 5 km, sitzend[15]

## Weltmeisterschaften
2000
- 3. Platz beim Lauf über 5 km[1]

2003 (7. Nordische Ski-Weltmeisterschaften der Behinderten in Baiersbronn)
- 1. Platz beim Biathlon über 12,5 km[16]

2005
- 5. Platz beim Lauf über 10 km[1]
- 5. Platz beim Lauf über 15 km[1]